# Théaflavine
Les théaflavines sont, avec les théarubigines, les polyphénols principaux du thé noir.